# Центральная избирательная комиссия Республики Беларусь
Центральная избирательная комиссия Республики Беларусь (бел. Цэнтральная выбарчая камісія Беларусі), до принятия решения республиканского референдума по внесению изменений и дополнений в Конституцию Республики Беларусь 27 февраля 2022 г. - Центральная комиссия Республики Беларусь по выборам и проведению республиканских референдумов (бел. Цэнтральная камісія Рэспублікі Беларусь па выбарах і правядзенні рэспубліканскіх рэферэндумаў) — государственный орган, организующий проведение выборов и референдумов в Республике Беларусь. Порядок образования определяется Конституцией Республики Беларусь.
Правовой статус урегулирован в Избирательном кодексе Республики Беларусь. Порядок работы комиссии определяется её Регламентом.
Срок полномочий — 5 лет.
Состав формирует Всебелорусское народное собрание.
Центральная комиссия — постоянно действующий орган, является юридическим лицом, имеет печать с изображением Государственного герба страны и со своим наименованием, счёт в банке.

## История
Как постоянно действующий орган образован Верховным Советом Белорусской ССР 4 декабря 1989 г.
Деятельность определялась Законом Белорусской ССР от 27 октября 1989 г. «О выборах народных депутатов Белорусской ССР» (состав: председатель, два заместителя, секретарь, 15 членов комиссии).
1998 год — принятие в Ассоциацию организаторов выборов стран Центральной и Восточной Европы.
21 декабря 2011 года сформирован действующий состав (из 12 членов).

## Председатель
Председатель Центральной комиссии организует работу комиссии;
Представляет Центральную комиссию во взаимоотношениях с Президентом Республики Беларусь, государственными органами, нижестоящими комиссиями, средствами массовой информации, политическими партиями, другими общественными объединениями, иными организациями, избирательными органами зарубежных государств, международными организациями и гражданами; созывает заседания Центральной комиссии и председательствует на них; подписывает постановления Центральной комиссии, протоколы заседаний, а также договоры и иные документы от имени Центральной комиссии; осуществляет контроль за выполнением решений Центральной комиссии; дает поручения заместителю Председателя, секретарю и членам Центральной комиссии;
Утверждает структуру и штатное расписание аппарата Центральной комиссии в пределах установленной численности работников и расходов на его содержание; осуществляет общее руководство аппаратом Центральной комиссии, назначает на должности и освобождает от должностей работников аппарата, выполняет иные функции, связанные с организацией работы аппарата Центральной комиссии;
Распоряжается в пределах сметы расходов финансовыми средствами, выделенными из республиканского бюджета Центральной комиссии на её содержание, а также на подготовку и проведение выборов, республиканских референдумов, отзыва депутата Палаты представителей, члена Совета Республики; проводит личный приём граждан и представителей юридических лиц
осуществляет иные полномочия, предусмотренные Избирательным кодексом и настоящим Регламентом.
Председатель Центральной комиссии издает распоряжения по вопросам организации деятельности Центральной комиссии и ее аппарата.
| № | Имя                            | Изображение | Президент           | Годы руководства | Годы руководства |
| № | Имя                            | Изображение | Президент           | Начало           | Конец            |
| - | ------------------------------ | ----------- | ------------------- | ---------------- | ---------------- |
| 1 | Александр Михайлович Абрамович |             | Александр Лукашенко | 12 марта 1992    | 31 января 1996   |
| 2 | Виктор Иосифович Гончар        |             | Александр Лукашенко | 5 сентября 1996  | 13 октября 1996  |
| 3 | Лидия Михайловна Ермошина      |             | Александр Лукашенко | 6 декабря 1996   | 13 декабря 2021  |
| 3 | Игорь Васильевич Карпенко      |             | Александр Лукашенко | 13 декабря 2021  | настоящее время  |

## Порядок образования
Центральная комиссия образуется в составе 12 человек из граждан Республики Беларусь, имеющих, как правило, высшее юридическое образование и опыт работы по организации и проведению выборов и референдумов.
Председатель и члены Центральной избирательной комиссии избираются на 5 лет и освобождаются от должности Всебелорусским народным собранием.
Срок полномочий Центральной комиссии - пять лет. Срок полномочий Центральной комиссии нового состава начинается со дня ее образования в правомочном составе.
В состав Центральной комиссии не могут входить кандидаты в Президенты Республики Беларусь и их доверенные лица, кандидаты в депутаты и их доверенные лица, кандидаты в члены Совета Республики, депутаты, члены Совета Республики, а также иные лица в случаях, предусмотренных законодательством Республики Беларусь. Полномочия лица, входящего в состав Центральной комиссии, в этих случаях считаются прекращенными с момента его регистрации кандидатом, доверенным лицом либо с момента приобретения этим лицом статуса, в соответствии с которым оно не может входить в состав Центральной комиссии.
Члены Центральной комиссии, являющиеся членами политических партий, должны приостановить свое членство в политической партии и в период работы в комиссии не могут принимать участия в деятельности политических партий, а также выполнять их поручения.
Председатель, заместитель Председателя, секретарь, члены Центральной комиссии могут быть освобождены от должности до истечения срока их полномочий Президентом Республики Беларусь с уведомлением Совета Республики в случаях:
письменного заявления о сложении полномочий;
прекращения гражданства Республики Беларусь;
систематического неисполнения своих обязанностей;
совершения действий, дискредитирующих Центральную комиссию;
вступления в законную силу обвинительного приговора суда.

## Состав комиссии

### 1991—1996
- Лагирь Михаил — председатель комиссии (с 25 августа 1991)
- Маховиков Семен — председатель комиссии (с 19 сентября 1991)
- Абрамович Александр — председатель комиссии (с 12 марта 1992)
- Жук Александр — председатель комиссии (с 1 февраля 1996)

### 1996
- Гончар, Виктор Иосифович — председатель комиссии (с 5 сентября 1996 по 14 ноября 1996), снят с должности А. Г. Лукашенко.

### 1996—2001
- Ермошина, Лидия Михайловна — председатель комиссии (с 6 декабря 1996)
- Кажуро, Григорий Владимирович (с 23 января 1997)
- Лихач, Иван Васильевич (с 23 января 1997)
- Минин, Виктор Прокопович (с 23 января 1997)
- Тимофеевич, Константин Иосифович (23 января 1997 г. — 18 апреля 2000)
- Андреев, Игорь Степанович (с 24 января 1997)
- Дробязко, Степан Григорьевич (с 24 января 1997)
- Киселёва, Надежда Николаевна (с 24 января 1997)
- Родников, Анатолий Анатольевич (с 24 января 1997)
- Романченко, Константин Семенович (с 24 января 1997)
- Федотов, Валентин Владимирович (24 января 1997 — 17 августа 2000)
- Миклашевич, Пётр Петрович (с 1 декабря 1998)
- Кошевенко, Ольга Николаевна (с 19 мая 2000)
- Лозовик, Николай Иванович (с 22 ноября 2000)

### 2001—2006
- Ермошина, Лидия Михайловна — председатель комиссии (с 21 декабря 2001)
- Андреев, Игорь Степанович (с 21 декабря 2001)
- Киселёва, Надежда Николаевна (с 21 декабря 2001)
- Лозовик, Николай Иванович (с 21 декабря 2001)
- Мицкевич, Валерий Вацлавович (с 21 декабря 2001)
- Цецохо, Владимир Алексеевич (с 21 декабря 2001)
- Богуславская, Лариса Владимировна (с 31 января 2002)
- Жорова, Маргарита Анатольевна (с 31 января 2002)
- Козлович, Марина Юрьевна (с 31 января 2002)
- Малолетов, Александр Сергеевич (с 31 января 2002)
- Холод, Владимир Федорович (с 31 января 2002)
- Яцкевич, Петр Иванович (с 31 января 2002)

### 2006—2011
- Ермошина, Лидия Михайловна — председатель комиссии (с 26 декабря 2006)
- Киселева, Надежда Николаевна (с 26 декабря 2006)
- Козлович, Марина Юрьевна (с 26 декабря 2006)
- Лозовик, Николай Иванович (с 26 декабря 2006)
- Мицкевич, Валерий Вацлавович (26 декабря 2006 — 13 февраля 2010)
- Холод, Владимир Федорович (26 декабря 2006 — 16 июля 2007)
- Бушная, Наталья Владимировна (с 22 января 2007)
- Жорова, Маргарита Анатольевна (22 января 2007 — 31 октября 2008)
- Коледа, Александр Михайлович (с 22 января 2007)
- Подоляк, Эдуард Васильевич (с 22 января 2007)
- Слижевский, Олег Леонидович (с 22 января 2007)
- Щурок, Иван Антонович (с 22 января 2007)
- Бущик, Василий Васильевич (с 30 октября 2007)
- Кацубо, Светлана Петровна[бел.] (с 2 апреля 2009)
- Ипатов, Вадим Дмитриевич (с 13 февраля 2010)

### 2011—2016
- Ермошина, Лидия Михайловна — председатель комиссии (с 13 декабря 2011)
- Бущик, Василий Васильевич (с 13 декабря 2011)
- Ипатов, Вадим Дмитриевич (с 13 декабря 2011)
- Лозовик, Николай Иванович (с 13 декабря 2011)
- Рахманова, Марина Юрьевна (с 13 декабря 2011)
- Слижевский, Олег Леонидович (с 13 декабря 2011)
- Гущин, Антон Иванович (21 декабря 2011 — 17 сентября 2013)
- Дмухайло, Елена Николаевна (с 21 декабря 2011)
- Дудко, Александр Васильевич (с 21 декабря 2011)
- Кацубо, Светлана Петровна[бел.] (с 21 декабря 2011)
- Хиневич, Светлана Фредиславовна (21 декабря 2011 — 4 августа 2013)
- Щурок, Иван Антонович (с 21 декабря 2011)
- Калиновский, Сергей Алексеевич (с 18 октября 2013)
- Петрушин, Михаил Алексеевич (с 18 октября 2013)

### 2016 —н.в.
- Карпенко, Игорь Васильевич —председатель с 13 декабря 2021.
- Ипатов, Вадим Дмитриевич — заместитель
- Дмухайло, Елена Николаевна — секретарь
- Гуржий, Андрей Анатольевич
- Дорошенко, Ольга Леонидовна
- Калиновский,, Сергей Алексеевич
- Кацубо, Светлана Петровна[бел.]
- Лосякин, Александр Николаевич[бел.]
- Плышевский, Игорь Анатольевич[бел.]
- Рахманова, Марина Юрьевна
- Слижевский, Олег Леонидович
- Целиковец, Ирина Александровна[бел.][10]

#### Выбывшие члены ЦИК
Ермошина, Лидия Михайловна — председатель с 2016 — 13 декабря 2021.

## Задачи
1. Организует подготовку и проведение выборов Президента, делегатов Всебелорусского народного собрания, депутатов Палаты представителей и членов Совета Республики, депутатов местных Советов депутатов, республиканских референдумов;
2. Контролирует на всей территории республики исполнение законодательства Беларуси о выборах, референдуме, отзыве депутата и члена Совета Республики;
3. Руководит деятельностью избирательных комиссий, комиссий по референдуму;
4. Регистрирует инициативные группы граждан по выдвижению кандидатов в президенты;
5. Регистрирует кандидатов в президенты, их доверенных лиц;
6. Обеспечивает соблюдение равных правовых условий предвыборной деятельности политических партий, других общественных объединений, кандидатов в президенты, в депутаты;
7. Составляет и утверждает сметы расходов по проведению выборов, республиканского референдума;
8. Контролирует целевое использование денежных средств, выделенных из республиканского бюджета, внебюджетного фонда, избирательных фондов кандидатов в президенты;
9. Информирует Палату представителей о расходовании средств, выделенных из бюджета на проведение выборов, республиканского референдума, отзыва депутата Палаты представителей;
10. Подводит итоги выборов, референдума;
11. Регистрирует избранных депутатов Палаты представителей и публикует их список в печати;
12. Созывает первую после выборов сессию Палаты представителей;
13. Выдает Президенту и членам Совета Республики удостоверения об их избрании[11].

## Международные санкции
10 марта 2006 года по итогам президентских выборов 2006 года председатель ЦИК Лидия Ермошина была внесена в «Чёрный список ЕС», 19 июня 2006 года и в список специально обозначенных граждан и заблокированных лиц США по подозрению в подтасовке результатов. В 2007 году в американский санкционный список был добавлен и член ЦИК Олег Слижевский.
В феврале 2011 года Ермошина вместе с другими членами ЦИК снова была внесена в «Чёрный список ЕС» по результатам президентских выборов 2010 года за нарушения международных избирательных стандартов. Эти европейские санкции были сняты 15 февраля 2016 года.
2 октября 2020 года Европейский союз ввёл санкции в отношении всех 12 членов комиссии за нарушения на августовских выборах. Осенью 2020 года Великобритания, Канада и Швейцария также ввели санкции против всех членов ЦИК. США ввели санкции против заместителя председателя ЦИК Вадима Ипатова и секретаря ЦИК Елены Дмухайло 2 октября 2020 года, а 21 июня 2021 года расширили их на остальных членов комиссии. Кроме того, 23 декабря 2020 года под санкции США попала сама Центральная избирательная комиссия как учреждение, что подрывает демократические процессы или институты в Беларуси, за руководство фальшивыми президентскими выборами 9 августа, которые включали множество нарушений, в том числе недопуск кандидатов от оппозиции, отказ в доступе наблюдателям и удостоверение неточных результатов голосования.
В марте 2022 года новый глава ЦИК Игорь Карпенко попал под персональные санкции Канады. В июне того же года санкции против него ввёл Европейский союз; к этим санкциям присоединилась и Швейцария.
В марте 2023 года Карпенко и других членов белорусского ЦИК, вошедших в состав комиссии после 2020 года, внесли в санкционный список США.
В январе 2025 года Игорь Карпенко попал под санкции Великобритании.